# Rulemann Carl Edmund Grisson

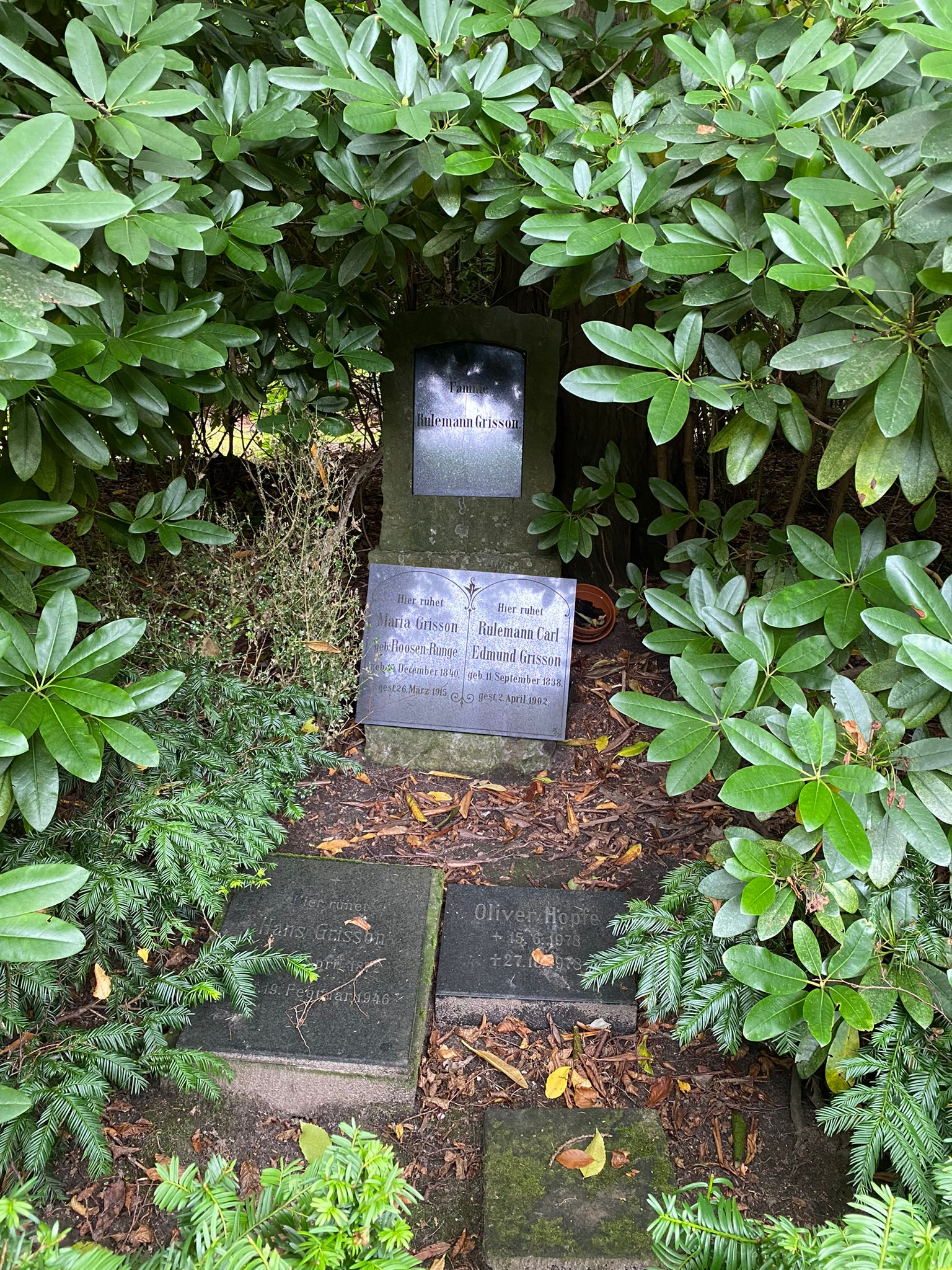
Grabstätte auf dem Friedhof Ohlsdorf

Rulemann Carl Edmund Grisson (* 11. September 1838 in Hamburg; † 2. April 1902 ebenda) war ein deutscher Kaufmann und Politiker.

## Leben
Grisson war ursprünglich Landwirt, war nach Hamburg gekommen und hatte den Kaufmannsberuf ergriffen. Er handelte vorrangig mit Wein. 
Grisson gehörte von 1893 bis 1902 der Hamburgischen Bürgerschaft an, er war Mitglied der Fraktion der Rechten.
Rulemann Grisson verstarb im Alter von 63 Jahren in seiner Geburtsstadt und wurde auf dem dortigen Friedhof Ohlsdorf in der Familiengrabstätte beigesetzt. Sie liegt im Planquadrat H 15, nordöstlich von Kapelle 4.  